# Coppa del Mondo di skeleton 2014
La Coppa del Mondo di skeleton 2013/14, ventottesima edizione della manifestazione organizzata dalla Federazione Internazionale di Bob e Skeleton, è iniziata il 30 novembre 2013 a Calgary, in Canada e si è conclusa il 25 gennaio 2014 a Schönau am Königssee, in Germania. Furono disputate sedici gare: otto per quanto concerne gli uomini ed altrettante per le donne in sette località diverse. 

Questa Coppa del Mondo si è svolta come di consueto in parallelo alla Coppa del Mondo di bob.
Nel corso della stagione si tennero anche i XXII Giochi olimpici invernali a Soči 2014, in Russia, competizioni non valide ai fini della Coppa del Mondo, mentre la tappa di Schönau am Königssee assegnò anche i titoli europei.
Vincitori delle coppe di cristallo, trofeo conferito ai vincitori del circuito, furono il lettone Martins Dukurs per gli uomini, alla sua quinta Coppa consecutiva, e la britannica Elizabeth Yarnold per le donne, che successe alla tedesca Marion Thees, vincitrice delle precedenti due edizioni.

## Risultati

### Uomini
| Data             | Località             | Primi classificati          | Secondi classificati        | Terzi classificati          |
| ---------------- | -------------------- | --------------------------- | --------------------------- | --------------------------- |
| 29 novembre 2013 | Calgary              | Martins Dukurs Lettonia     | Aleksandr Tret'jakov Russia | Dominic Parsons Regno Unito |
| 6 dicembre 2013  | Park City            | Aleksandr Tret'jakov Russia | Martins Dukurs Lettonia     | Matthew Antoine Stati Uniti |
| 13 dicembre 2013 | Lake Placid          | Matthew Antoine Stati Uniti | Aleksandr Tret'jakov Russia | Tomass Dukurs Lettonia      |
| 3 gennaio 2014   | Winterberg           | Martins Dukurs Lettonia     | Tomass Dukurs Lettonia      | Aleksandr Tret'jakov Russia |
| 10 gennaio 2014  | Sankt Moritz         | Martins Dukurs Lettonia     | Tomass Dukurs Lettonia      | Matthew Antoine Stati Uniti |
| 12 gennaio 2014  | Sankt Moritz         | Martins Dukurs Lettonia     | Tomass Dukurs Lettonia      | John Fairbairn Canada       |
| 18 gennaio 2014  | Igls                 | Martins Dukurs Lettonia     | Aleksandr Tret'jakov Russia | Frank Rommel Germania       |
| 25 gennaio 2014  | Schönau am Königssee | Martins Dukurs Lettonia     | Tomass Dukurs Lettonia      | Matthew Antoine Stati Uniti |

### Donne
| Data             | Località             | Prime classificate            | Seconde classificate          | Terze classificate            |
| ---------------- | -------------------- | ----------------------------- | ----------------------------- | ----------------------------- |
| 29 novembre 2013 | Calgary              | Elizabeth Yarnold Lettonia    | Elena Nikitina Russia         | Michelle Steele Australia     |
| 6 dicembre 2013  | Park City            | Noelle Pikus-Pace Stati Uniti | Elizabeth Yarnold Regno Unito | Sarah Reid Canada             |
| 13 dicembre 2013 | Lake Placid          | Noelle Pikus-Pace Stati Uniti | Anja Huber Germania           | Elizabeth Yarnold Regno Unito |
| 15 dicembre 2013 | Lake Placid          | Elizabeth Yarnold Regno Unito | Janine Flock Austria          | Noelle Pikus-Pace Stati Uniti |
| 3 gennaio 2014   | Winterberg           | Elizabeth Yarnold Regno Unito | Noelle Pikus-Pace Stati Uniti | Sarah Reid Canada             |
| 10 gennaio 2014  | Sankt Moritz         | Noelle Pikus-Pace Stati Uniti | Elizabeth Yarnold Regno Unito | Shelley Rudman Regno Unito    |
| 18 gennaio 2014  | Igls                 | Elizabeth Yarnold Regno Unito | Noelle Pikus-Pace Stati Uniti | Janine Flock Austria          |
| 25 gennaio 2014  | Schönau am Königssee | Noelle Pikus-Pace Stati Uniti | Janine Flock Austria          | Shelley Rudman Regno Unito    |

## Classifiche

### Uomini
| Pos. | Nome pilota          | Nazione     | CAL | PKC | LAK | WIN | STM-1 | STM-2 | IGL | KÖN | Totale |
| ---- | -------------------- | ----------- | --- | --- | --- | --- | ----- | ----- | --- | --- | ------ |
| 1    | Martins Dukurs       | Lettonia    | 1   | 2   | 8   | 1   | 1     | 1     | 1   | 1   | 1720   |
| 2    | Tomass Dukurs        | Lettonia    | 4   | 6   | 3   | 2   | 2     | 2     | 3   | 2   | 1608   |
| 3    | Matthew Antoine      | Stati Uniti | 7   | 3   | 1   | 4   | 3     | 6     | 6   | 4   | 1529   |
| 4    | Aleksandr Tret'jakov | Russia      | 2   | 1   | 2   | 3   | 4     | 7     | 2   | -   | 1415   |
| 5    | Frank Rommel         | Germania    | 11  | 5   | 5   | 7   | 10    | 13    | 9   | 3   | 1288   |
| 6    | Alexander Kröckel    | Germania    | 18  | 7   | 9   | 10  | 8     | 8     | 14  | 5   | 1160   |
| 7    | John Fairbairn       | Canada      | 9   | 8   | 6   | 9   | 6     | 3     | 13  | -   | 1136   |
| 8    | John Daly            | Stati Uniti | 16  | 16  | 4   | 5   | 23    | 9     | 5   | 12  | 1082   |
| 9    | Sergej Čudinov       | Russia      | 14  | 4   | 10  | 6   | 20    | 4     | 4   | -   | 1076   |
| 10   | Hiroatsu Takahashi   | Giappone    | 10  | 9   | 13  | 8   | 11    | 11    | 21  | 10  | 1054   |

### Donne
| Pos. | Nome pilota       | Nazione       | CAL | PKC | LAK-1 | LAK-2 | WIN | STM | IGL | KÖN | Totale |
| ---- | ----------------- | ------------- | --- | --- | ----- | ----- | --- | --- | --- | --- | ------ |
| 1    | Elizabeth Yarnold | Regno Unito   | 1   | 2   | 3     | 1     | 1   | 2   | 1   | 9   | 1672   |
| 2    | Noelle Pikus-Pace | Stati Uniti   | -   | 1   | 1     | 3     | 2   | 1   | 2   | 1   | 1520   |
| 3    | Shelley Rudman    | Regno Unito   | 4   | 4   | 6     | 11    | 9   | 3   | 5   | 3   | 1432   |
| 4    | Janine Flock      | Austria       | 7   | 16  | 13    | 2     | 5   | 4   | 3   | 2   | 1380   |
| 5    | Anja Huber        | Germania      | 5   | 7   | 2     | 14    | 13  | 13  | 10  | 5   | 1242   |
| 6    | Marion Thees      | Germania      | 14  | 12  | 5     | 6     | 4   | 15  | 15  | 8   | 1160   |
| 7    | Marina Gilardoni  | Svizzera      | 11  | 15  | 9     | 5     | 14  | 12  | 9   | 9   | 1120   |
| 8    | Katharine Eustace | Nuova Zelanda | 16  | 18  | 4     | 7     | 18  | 11  | 11  | 7   | 1056   |
| 9    | Michelle Steele   | Australia     | 3   | 5   | 12    | -     | 20  | 17  | 8   | 4   | 1020   |
| 10   | Marija Orlova     | Russia        | 14  | 13  | 10    | 15    | 12  | 7   | 3   | -   | 976    |